# Duamutef
Duamutef (eg. Dwȝ.mw.t⸗f, dosł. „Modlitwa Jego Matki”) – staroegipskie opiekuńcze bóstwo pogrzebowe, jeden z synów Horusa.
Jako jeden z opiekunów zmarłego w drodze w zaświaty, czczony już w okresie Starego Państwa, a od czasów Nowego Państwa przedstawiany jako człowiek z głową szakala (podobnie jak Anubis). W urnie kanopskiej z jego wizerunkiem przechowywano żołądek zmumifikowanej osoby. Ośrodek kultu znajdował się w Hierakonpolis.
Wraz z trzema pozostałymi synami Horusa kojarzony z czterema stronami świata, wśród których symbolizował wschód (stąd zwyczaj umieszczania od epoki Średniego Państwa ich wyobrażeń oraz imion w czterech rogach sarkofagów).
W Księdze umarłych porównywany wraz z braćmi do wnętrzności (wręgów) niebiańskiej łodzi przenoszącej zmarłego (rozdział 99), przede wszystkim jednak wymieniany wśród postaci towarzyszących Horusowi (rozdział 112, 113).  